# Gregor Reisch
Gregor Reisch, né à Balingen (comté de Wurtemberg-Urach) vers 1467 et mort à Fribourg le 9 mai 1525 est un chartreux qui a réalisé la première encyclopédie imprimée, la Margarita philosophica (1504). Gregor Reisch a notamment été l'ami d'Érasme. Il fut le confesseur de l'empereur Maximilien d'Autriche. Il était prieur de la chartreuse de Fribourg.

## Margarita philosophica
La Margarita philosophica (littéralement La Perle philosophique), d'abord parue en 1496 et réimprimée dès 1504 est une encyclopédie en latin qui couvre l'ensemble des savoirs universitaires de l'époque, résumés en douze sections correspondant aux disciplines du trivium et du quadrivium : grammaire latine, dialectique, rhétorique, arithmétique, musique, géométrie, astronomie, physique, histoire naturelle, physiologie, psychologie et éthique. Les branches du savoir sont divisées en deux grandes classes, les savoirs théoriques et les savoirs pratiques, et celles-ci sont à leur tour subdivisées en sous-classes. Il s'agit d'une compilation de données, mais celles-ci sont exposées par un jeu de questions et réponses entre un maître et son disciple, ce qui était censé donner un tour assez vivant à l'ouvrage. Le format de l'ouvrage se prête à la manipulation, contrairement aux gros volumes in-folio en vigueur à l'époque. Des illustrations aident à traduire les concepts de façon attrayante.
Le mot margarita, qui a donné « marguerite » en français, désignait en latin une perle, qui est considérée comme la quintessence d'un travail d'abstraction. 
La Margarita philosophica est la première encyclopédie imprimée. Elle connaîtra dix éditions jusqu'en 1599.

## Sources
- Margarita philosophica, édition originale de 1504 (448 p.) sur Google Books